# 嘉兰
嘉兰（学名：Gloriosa superba）为百合科嘉兰属下的一个种。